# Mitsou (film)
Pour les articles homonymes, voir Mitsou.
Pour plus de détails, voir Fiche technique et Distribution.
Mitsou est un film français réalisé par Jacqueline Audry, sorti en 1956.
Il s'agit d'une adaptation du roman de Colette Mitsou ou Comment l'esprit vient aux filles, paru en 1919. C'est la troisième œuvre de Colette adaptée par Jacqueline Audry.

## Synopsis
Mitsou est une artiste de music-hall, tout à la fois charmante, naïve et entretenue par Pierre, un quinquagénaire distingué. Elle découvre brutalement l'amour en rencontrant un beau lieutenant. Le film suit la trame du roman de Colette, sauf la fin qui est heureuse. 
Juste avant de partir au combat, le lieutenant bleu écrit une lettre à Mitsou regrettant son départ précipité. Quant Mitsou reçoit la lettre, il y a un post-scriptum indiquant que le lieutenant est blessé et soigné à l’hôpital militaire d’Orléans. Elle s'y rend précipitamment, rompant de fait avec Pierre, et les deux amoureux s'enlacent sur le lit de l’hôpital.

## Fiche technique
- Titre : Mitsou ou Comment l’esprit vient aux filles
- Réalisation : Jacqueline Audry
- Scénario : Pierre Laroche, d'après le roman de Colette
- Assistant réalisateur : Jacques Poitrenaud, H.Toulout
- Images : Marcel Grignon
- Opérateur : Raymond Lemoigne, assisté de J.Bénézech et A.Marquette
- Musique : Georges Van Parys
- Chanson "En veux-tu en voila" chantée par Odette Laure
- Décors : Claude Bouxin
- Costumes : Mireille Leydet, exécutés par Madelle
- Montage : Yvonne Martin, assistée de J.Oudoul
- Son : Julien Coutellier, assisté de A.Soler et J.Bissières
- Tournage du 16 juillet au 1er septembre 1956, dans les studios Jenner à Paris
- Maquillage : Jean Ulysse
- Coiffures : Marc Blanchard
- Photographe : Marcel Combes
- Script-girl : Jeanne Witta-Montrobert
- Régisseur : Michel Choquet
- Ensemblier : Guy Maugin
- Maîtresse de ballet : Nelly Bouchardot
- Directeur de production : Jean Kerchner
- Société de production : Ardennes Films, General Productions
- Chef de production : René Lafuite et Michel Kagansky
- Distribution : Rank
- Enregistrement par Omnium sonore procédé Euphonic
- Tirage dans les laboratoires C.T.M de Gennevilliers
- Pays d'origine : France
- Langue : français
- Format :  Pellicule 35mm, couleur par Eastmancolor
- Genre : Comédie
- Durée : 92 minutes
- Date de sortie :
  - France : 24 décembre 1956

## Distribution
- Danièle Delorme : Marthe Clairault, dite Mitsou, une adorable artiste de music-hall un peu écervelée, maîtresse d'un riche quinquagénaire, qui tombe amoureuse d'un jeune lieutenant
- Fernand Gravey : Pierre Duroy-Lelong, un riche industriel, son ami sérieux quinquagénaire
- François Guérin : le lieutenant Robert Bleu, un jeune officier raffiné, dont Mitsou s'éprend follement
- Claude Rich : le lieutenant Kaki, l'ami de Robert
- Pierre Palau : Beauty, un vieux tragédien, ancien pensionnaire de l'Odéon, la vedette masculine "prestigieuse" du spectacle "On les aura"
- Odette Laure : Petite Chose, la pétulante chanteuse du spectacle patriotique commandité par Durot-Lelong, la covedette et amie de Mitsou
- Denise Grey : Estelle Bleu, la mère de Robert
- Jacques Dumesnil : Eugène Bleu, le père de Robert
- Gabrielle Dorziat : la baronne Coubert, une ancienne maîtresse de Pierre qui a connu des jours meilleurs, la professeur de français de Mitsou
- Max Elloy : Firmin, le maître d'hôtel chez Larue
- Anouk Ferjac : une girl
- Harry Max : le père Boudou, le régisseur du music-hall au pied malade
- Maurice Sarfati : le télégraphiste
- Thérèse Dorny : Madame Papier, l'habilleuse de Mitsou
- Gaby Morlay : Mme Clairvault, la mère de Mitsou, voyante et concierge
- Jacques Duby : Raphaël l'artiste présentateur de la troupe
- Jacques Fabbri : le vaguemestre sur le front
- Maryse Martin : Mme Lalouette, une concierge
- Charles Lemontier : un ami de Duroy-Lelong
- Germaine Delbat : l'infirmière
- Serge Lecointe : le jeune serveur chez "Larue"
- Renée Gardès : la vieille habilleuse rousse
- Dominique Boschero : une girl
- Paulette Andrieux : une girl
- Anne Colette : une girl
- Jean-Marie Robain : le décorateur
- Jean Valmence : un soldat
- Jacques Morlaine : un militaire
- Yvonne Hebert : une joueuse de cartes au petit chien
- René Lefèvre-Bel : l'officier qui transporte le président
- René Hell : un joueur de belote dans l'abri
- Charles Bayard : un autre ami de Duroy-Lelong
- Léon Larive : un autre joueur de belote dans l'abri
- Jo Peignot : le barman sur le front
- Marc Arian : un soldat sur le front
- M. Henry
- Robert Le Béal
- Betty Beckers
- Ariane Lancell
- Colette Fleury
- Gaston Garchery
- Tania Soucault
- Louis Viret
- Marie Versini
- Maryse Maïa
- Marion Laurent